# Adrien Goguet
Adrien Goguet (7 maggio 1986) è un pilota motociclistico francese ritiratosi dall'attività agonistica.

## Carriera
Dopo aver praticato motocross dall'età di 4 anni, nel 2004 passa al supermotard correndo il Campionato Francese Supermoto su Husaberg.
Nel 2006 entra a far parte del Team MHRM SIMA, e, dopo una parentesi nel team belga KTM Slide Zone nel 2007, nel 2008 conquista il titolo nella categoria Prestige S2 contro il veterano Stéphane Blot. Nel 2008 arriva anche la sua prima convocazione nel team francese al Supermoto delle Nazioni.
Nel 2009 passa a Kawasaki sempre nel Team MHRM ma la stagione viene presto interrotta da un infortunio. Nel 2010 passa a TM France con la collaborazione del Team MHRM. Nel 2018 rivince il campionato francese, sempre nella categoria S2, in questo caso in sella ad una  Honda. Al termine della propria carriera agonistica inizia a svolgere la mansione di imprenditore: è a capo di diverse società, la maggior parte delle quali nel settore immobiliare.

## Palmarès
- 1999: Debutto nelle competizioni di Motocross
- 2004: Debutto nel Supermotard
- 2004: 2º posto Challenge One SIMA (su Husaberg)
- 2004: 34º posto Campionato Francese Supermoto classe Prestige (su Husaberg)
- 2005: Vincitore Challenge One SIMA (su Husaberg)
- 2005: 15º posto Campionato Francese Supermoto classe 450 (su Husaberg)
- 2006: 3º posto Campionato Francese Supermoto classe Open (su Husaberg)
- 2007: 4º posto Campionato Francese Supermoto classe Open (su KTM)
- 2007: 17º posto Campionato del Mondo Supermoto S2 (su KTM)
- 2008: Campione Francese Supermoto S2 (su Husaberg)
- 2008: 2º posto generale Supermoto delle Nazioni (Team France) (su Husaberg)
- 2009: 13º posto Campionato Francese Supermoto S1 (2 gare su 5) (su Kawasaki)
- 2009: 18º posto Campionato Francese Supermoto classe Supercampione (2 gare su 5) (su Kawasaki)
- 2010: 14º posto Campionato Francese Supermoto S1 (4 gare su 7) (su TM)
- 2011: 16º posto Campionato Francese Supermoto classe Prestige (4 gare su 7) (su TM)
- 2011: 7º posto Supermotard Indoor De Tours (su TM)
- 2018: Campione Francese Supermoto S2 (su Honda)[2]